# 油酸铅
油酸铅是一种化合物，化学式为Pb(C17H33COO)2。它可由一氧化铅和油酸在1-十八烯中于180 °C反应得到；或由硝酸铅和油酸在DBU存在下于己烷-乙醇-水中回流制得。它可用于制备硒化铅纳米晶。